# Cindy Franssen
Cindy Franssen (ur. 30 stycznia 1976 w Oudenaarde) – belgijska i flamandzka polityk oraz działaczka samorządowa, posłanka do Parlamentu Flamandzkiego i senator, deputowana do Parlamentu Europejskiego IX kadencji.

## Życiorys
Absolwentka nauk politycznych na Uniwersytecie w Gandawie. Dołączyła do flamandzkich chadeków, od 2001 działających pod nazwą Chrześcijańscy Demokraci i Flamandowie. W latach 1999–2002 była współpracowniczką senator Sabine de Bethune. W latach 2002–2006 pełniła funkcję dyrektora miejskiego ośrodka pomocy społecznej (OCMW) w Wortegem-Petegem. W latach 2000–2007 zasiadała w radzie Flandrii Wschodniej. Wybierana także na radną swojej rodzinnej miejscowości, w 2019 weszła w skład jej władz wykonawczych.
W 2007 zasiadła w Parlamencie Flamandzkim (reelekcja w 2009 i 2014). W 2009 i 2014 z rekomendacji tego gremium powoływana w skład Senatu. W 2011 została wiceprzewodniczącą swojej partii. W 2019 uzyskała natomiast mandat posłanki do Parlamentu Europejskiego IX kadencji. W październiku tego samego roku powołana na jedną z dwóch tymczasowych przewodniczących flamandzkich chadeków (obok Griet Smaers). Pełniła tę funkcję do grudnia 2019.
Odznaczona Orderem Leopolda V klasy (2014).